# Étang des Gonnets
L'Étang des Gonnets est un étang, classé ZNIEFF de type I, situé sur la commune de Viriat dans le département de l'Ain.

## Statut
Le site est classé zone naturelle d'intérêt écologique, faunistique et floristique de type I .

## Description
Ce petit étang est situé dans la forêt Terrier, au sud de l'étang de But. Il est situé en bordure de l'autoroute A40.

## Flore
L'écuelle d'eau, Hydrocotyle vulgaris, protégée dans tout le département, est présente dans la queue d'étang.

## Faune

### Libellules
- Leucorrhine à gros thorax, Leucorrhinia pectoralis
- Cordulie à deux taches, Epitheca bimaculata[3]
- Cordulie bronzée, Cordulia aenea[3]